# Ꝭ
Cette page contient des caractères spéciaux ou non latins. S’ils s’affichent mal (▯, ?, etc.), consultez la page d’aide Unicode.
Ꝭ (minuscule ꝭ), appelé is, est une lettre additionnelle de l’alphabet latin utilisée en latin au Moyen Âge comme abréviation de -is, et en cornique pour -ys et -es.

## Utilisation
L’is cornique est utilisé dans un manuscrit du XVIe siècle de Bewnans Ke (en) (La vie de saint Ké), pièce de théâtre du XVe ou XVIe siècle, comme abréviation de -is en latin ou -ys et -es en cornique.

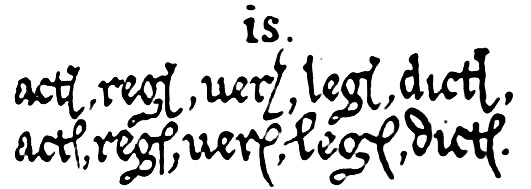
Exemples de mots latins avec l’abréviation -is : actis, regis, veris, legis, dictis (de Chassant 1884).

Selon Alphonse Chassant, en latin, le signe « sert à marquer la terminaison is et se lie à plusieurs lettres, et notamment aux c, g, r, t, avec lesquels, il produit les désinences cis, gis, ris, tis. Ce petit signe se rencontre spécialement dans les impressions gothiques. Il remplaçait par sa forme concise le trait que faisaient les scribes à la suite des lettres [...] désignées, et qui avait la même signification. »
Charles Trice Martin, en 1892 et en 1910, ainsi qu’Adriano Capelli, en 1928, répertorient plusieurs abréviations latines comportant le signe ꝭ,.

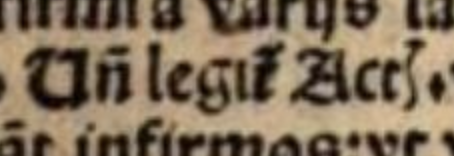
« Uñ legit̃ Actꝭ » dans Henricus de Vrimaria, Opus sermonum exactissimorum de sanctis, per excellentem, 1513
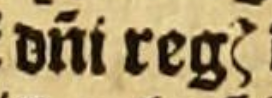
« regꝭ » dans William Rastell, A collection of entrees, 1596.
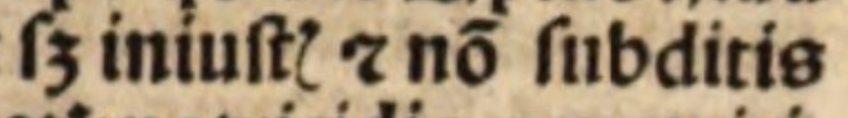
Texte avec « iniuſtꝭ » dans une Bible de c. 1502.

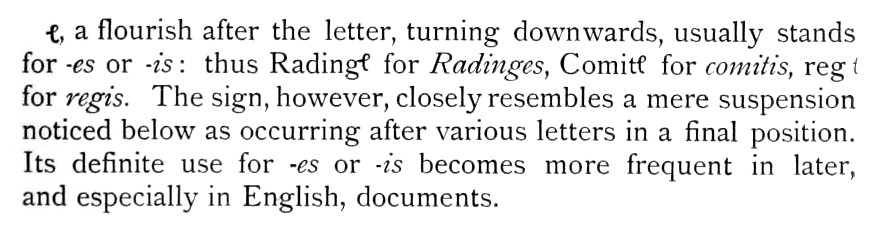
Description de ꝭ dans Johnson et Jenkins 1915.

## Représentations informatiques
Le is peut être représenté avec les caractères Unicode (latin étendu D) suivants :
| formes    | représentations | chaînes de caractères | points de code | descriptions               |
| --------- | --------------- | --------------------- | -------------- | -------------------------- |
| capitale  | Ꝭ               | Ꝭ                     | U+A76C         | lettre majuscule latine is |
| minuscule | ꝭ               | ꝭ                     | U+A76D         | lettre minuscule latine is |